# Smif-N-Wessun
Gli Smif-N-Wessun, conosciuti anche con il nome di Cocoa Brovaz sono un gruppo hip hop statunitense di New York, composto da Tek e Steele. Gli Smif-n-Wessun fanno parte del collettivo di Brooklyn Boot Camp Clik, insieme a Buckshot, Heltah Skeltah e O.G.C.

## Storia del gruppo
Il duo debutta nel 1993, apparendo sulla traccia Black Smif-n-Wessun, dall'album Enta da Stage dei Black Moon, nonché su U da Man, dallo stesso album. Il loro primo singolo, Bucktown" b/w "Let's Git It On esce a fine 1994. Bucktown diventa in fretta una hit underground e crea una certa attesa intorno all'uscita del primo album del gruppo, intitolato Dah Shinin', che esce a gennaio 1995. L'album debutta nella top 5 della Top R&B/Hip-Hop Albums e venderà più di 300 000 copie nei soli Stati Uniti. Oltre a Bucktown, dall'album vengono estratti Wrekonize b/w Sound Bwoy Bureill e Wontime b/w Stand Strong. Dah Shinin' diventa un album uno dei più influenti album dell'hardcore newyorchese di metà anni 90 ed è tuttora considerato un classico dell'hip hop. Poco dopo l'uscita del loro album di debutto, gli Smif-N-Wessun sono costretti a cambiare nome, a causa di una disputa giudiziaria con la casa di armi da fuoco Smith & Wesson. Scelgono di appianare la lite cambiando il loro nome in Cocoa Brovaz, a partire dal 1996.
Nel 1997, i Cocoa Brovaz si uniscono alla BootCamp Clik per il loro primo album collettivo, dal titolo For the People. L'album fu accolto come una delusione e portò ad un declino nella popolarità del Camp. A fine 1998 esce il secondo album dei Cocoa Brovaz, The Rude Awakening. Le vendite dell'album furono modeste e le recensioni altalenanti. L'album traino dell'album, Black Trump, con Raekwon, non raggiunse neppure le classifiche di Billboard. 
Nel 1999 il Boot Camp Click lascia la Priority Records, lasciando il temporaneamente senza un'etichetta discografica. Poco tempo dopo, i Cocoa Brovaz rilasciano il singolo Super Brooklyn, costruito a partire da un campione da Super Mario Bros. A causa dell'utilizzo illegale del campione il duo non poté commercializzare ufficialmente il pezzo, ma il singolo portò alla firma del contratto con la Rawkus Records.
Nonostante numerose comparse in compilation come Soundbombing II, Lyricist Lounge 2, Game Over e Soundbombing III i due non realizzarono mai un disco ufficiale per la Rawkus, nonostante circolasse un bootleg a loro nome. Gli Smif-n-Wessun si riunirono alla Duck Down Records per l'uscita del secondo album collettivo del Boot Camp, The Chosen Few. A settembre 2005 tornarono sulle scene con Smif 'n' Wessun: Reloaded. L'album ricevette buone recensione e vendette tra le 35,000 e le 40,000 copie negli Stati Uniti. Nel 2006, il Boot Camp Clik fece uscire il terzo album, The Last Stand, che contribuì a riconsolidare la loro fama e gli Smif-n-Wessun collaborarono ad un'edizione speciale di Ich, secondo album del rapper tedesco Sido.
Il quarto album degli Smif-n-Wessun, Smif-N-Wessun: The Album, uscì il 23 ottobre del 2007. Le produzioni dell'album furono affidate a Ken Ring, Tommy Tee e ad altri produttore e vide la collaborazione con Rock degli Heltah Skeltah, Joell Ortiz e con il gruppo norvegese the Loudmouf Choir.
Nel 2008 comparvero su Interview, album del gruppo ceco PIO SQUAD. E su Black Snow del gruppo tedesco Snowgoons.

## Discografia
Album in studio
- 1995 - Dah Shinin' (come Smif-N-Wessun)
- 1998 - The Rude Awakening
- 1998 - Bucktown (Remix)
- 2005 - Smif 'n' Wessun: Reloaded (come Smif-N-Wessun)
- 2007 - Smif-N-Wessun: The Album (come Smif-N-Wessun)
- 2011 - Monumental (come Smif-N-Wessun, con Pete Rock)

EP
- 2013 - Born and Raised(come Smif-N-Wessun)

Mixtape
- 2004 - Still Shinin (con Dj Revolution) (come Smif-N-Wessun)
- 2006 - X-Files Official Mix  (come Smif-N-Wessun)

Singoli
- 1994 - Bucktown
- 1995 - Wrekonize
- 1995 - Sound Bwoy Bureill
- 1995 - Wontime
- 1997 - Won on Won
- 1998 - Bucktown USA
- 2001 - Get Up